# 2001년 상무 피닉스 야구단 시즌
2001년 상무 피닉스 야구단 시즌은 상무 피닉스 야구단의 18번째 시즌으로, 육군 야구단, 육군 경리단 시절까지 합하면 49번째 시즌이다. 팀이 KBO 퓨처스리그에 참가한 첫 시즌이기도 하다. 김정택 감독이 팀을 이끈 20번째 시즌이며, 팀은 승률 0.500을 기록하여 북부리그 5팀 중 3위, 전체 9팀 중 승률 6위를 기록했다. 이는 퓨처스리그 참가 이후 현재까지 상무 피닉스 야구단이 기록한 최저 순위이자 최저 승률이다. 전국종합야구선수권대회에서는 아쉽게 준우승에 그쳐 10년 만의 우승이 무산되었으며, 이는 1956년 춘계 대회 준우승 이후 45년 만의 준우승이었다.

## 타이틀
- 세계야구선수권대회 국가대표: 김정택(감독), 심광호
- 사이클링 히트: 조지현 (역대 7호)
- 북부리그 홈런: 강병식 (9)
- 최소 삼진: 임수민 (14)
- 북부리그 세이브: 김해님 (4)
- 최소 실점: 신원주 (14)
- 최소 자책점: 신원주 (11)
- 평균자책점: 신원주 (1.82)

## 선수단
- 투수 : 김광삼, 이동학, 김해님, 최성옥, 신원주, 김풍철, 이준, 문용두, 이재행, 문남열, 임정현, 이동현, 오창선, 박기범, 박홍진
- 야수 : 강병식, 김정국, 임수민, 심광호, 김경진, 조지현, 김학재, 김성환, 윤인섭, 오창석, 이승준, 이우석, 안재석, 김우석, 김원, 손인호, 구명준, 최승환, 정경주, 김민중, 이정주, 장은수

## 같이 보기
- 2002년 상무 피닉스 야구단 시즌